# Akcidenční písmo
Akcidenční písmo (z lat. accidens = přihazující se; angl. display type, fr. caractère d’affiches, něm. Akzidenzschrift) je písmo dekorativnějšího řezu, které slouží k sazbě akcidencí čili lepších příležitostných tiskovin, jakými jsou pozvánky, diplomy, programy, prospekty atp. Užívá se také k sazbě titulků v časopisecké nebo novinové sazbě, příp. k sazbě inzerátů aj.
Akcidenčním písmem jsou především antikvy, grotesky, egyptienky a veškerá písma „psaná“ a zdobená. Tato písma mají určitou nápadnost a výraznou kresbu.
Opakem akcidenčního písma je chlebové písmo určené pro běžnou sazbu dlouhých textů, hladkých textů (sazba knih, novin, typicky věstníků atp.). „Hranice mezi sazbou písmem chlebovým a akcidenčním není ostrá; záleží na dobovém stylovém cítění a na sazeči, co z daného písma dokáže vytvořit. Jeden vytvoří z běžných písem pěknou akcidenci, jiný z krásného písma akcidenčního jenom nudný tiskopis.